# Seymour Cassel
Seymour Joseph Cassel (Detroit, Michigan, 1935. január 22. – Los Angeles, Kalifornia, 2019. április 7.) amerikai színész.

## Fontosabb filmjei
- New York árnyai (Shadows) (1958)
- Too Late Blues (1961)
- The Webster Boy (1962)
- Arcok (Faces) (1968)
- Coogan blöffje (Coogan's Bluff) (1968)
- A forradalmár (The Revolutionary) (1970)
- Minnie és Moskowitz (Minnie and Moskowitz) (1971)
- Egy kínai bukméker meggyilkolása (The Killing of a Chinese Bookie) (1976)
- Az utolsó filmcézár (The Last Tycoon) (1976)
- Konvoj (Convoy) (1978)
- Leégve (Sunburn) (1979)
- Prémvadászok (The Mountain Men) (1980)
- Szeretetáradat (Love Streams) (1984)
- Pillangók klubja (Beverly Hills Madam) (1986, tv-film)
- Tigrisszem (Eye of the Tiger) (1986)
- Bádogemberek (Tin Men) (1987)
- Küzdelem a túlélésért (Survival Game) (1987)
- Jasper, a dög (Cold Dog Soup) (1990)
- Dick Tracy (1990)
- Egy bérgyilkos naplója (Diary of a Hitman) (1991)
- A levesben (In the Soup) (1992)
- Tisztességtelen ajánlat (Indecent Proposal) (1993)
- Sorsjegyesek (It Could Happen To You) (1994)
- Amit sohasem mondtam el neked (Things I Never Told You) (1996)
- Kereszttaták (The Crew) (2000)
- Tenenbaum, a háziátok (The Royal Tenenbaums) (2001)
- Túl közeli rokon (Stuck on You) (2003)
- Édes vízi élet (The Life Aquatic with Steve Zissou) (2004)
- Ha beüt az élet (L!fe Happens) (2011)
- Fuss az életedért (Freerunner) (2011)